# Sylvie Banecki
Sylvie Banecki (* 3. September 1988 in West-Berlin) ist eine ehemalige deutsche Fußballspielerin. Sie ist die Zwillingsschwester von Nicole Banecki, die ebenfalls Fußballspielerin ist.

## Karriere

### Vereine
Banecki begann 6-jährig bei den Reinickendorfer Füchsen mit dem Fußballspielen. Vom neuen Trainer nicht gern gesehen, gemeinsam mit Jungen Fußball zu spielen, musste sie die E-Jugend verlassen. Banecki schloss sich dem SC Tegel und später dem MSV Normannia 08 an. Der Jugend entwachsen, wurde sie vom Zweitligisten Tennis Borussia Berlin verpflichtet.
Zur Saison 2006/07 wurde sie vom Bundesligisten FC Bayern München verpflichtet, für den sie am 10. September 2006 (1. Spieltag) beim 4:1-Heimsieg über den Hamburger SV debütierte und in der 50. Minute für Vanessa Bürki ausgewechselt wurde. Ihr erstes Bundesligator gelang ihr am 13. Mai 2007 (19. Spieltag) beim 3:0-Sieg im Auswärtsspiel gegen den SC Freiburg. Am 1. April 2009 (10. Spieltag) gelangen ihr beim 2:1-Sieg im Auswärtsspiel gegen den FCR 2001 Duisburg erstmals zwei Tore in einem Spiel. Im Sommer 2013 wechselte sie in die zweite Mannschaft und nach einer Spielzeit in die Schweiz A-Nationalligisten SC Kriens.

### Nationalmannschaft
Banecki spielte im Nationaltrikot für die U-15-, U-17-, U-19-, U-20- und U-23-Auswahl.
Mit der U-17-Nationalmannschaft nahm sie vom 4. bis 9. Juli 2005 in Norwegen am Nordic Cup teil und gelangte mit ihr als Gruppensieger (2:1 gegen die Niederlande, 5:1 gegen Finnland, 0:0 gegen Schweden) ins Endspiel, das mit 4:1 gegen den Gastgeber gewonnen wurde.
Sie nahm vom 20. November bis 7. Dezember 2008 an der U-20-Weltmeisterschaft teil, stieß als Gruppenzweiter und dem anschließenden 3:2 über Brasilien im Viertelfinale ins Halbfinale vor, das mit 0:1 gegen die Auswahl der USA verloren ging. Als Verlierer gewann sie das Spiel um Platz 3 mit einem 5:3-Sieg über die Auswahl Frankreichs.

## Erfolge
- Dritter der U-20-Weltmeisterschaft 2008
- Länderpokalsieger 2005 (mit der Berliner U-18-Auswahl)
- Nordic-Cup-Sieger 2005
- DFB-Pokal-Siegerin 2012
- Zweiter der Meisterschaft 2009
- Bundesliga-Cup-Siegerin 2011

## Sonstiges
Banecki ist der zweieiige und 15 Minuten jüngere Zwilling von Nicole; die beiden Schwestern sind die Töchter des deutschen Vaters Hartmut und der kamerunischen Mutter Marthe.
Ihr älterer Bruder Francis spielt derzeit beim BSV Rehden in der Regionalliga. Ihre Mutter ist eine Cousine des ehemaligen kamerunischen Nationalspielers und WM-Teilnehmers Marcel Mahouvé.
Banecki absolvierte eine Ausbildung zur Automobilkauffrau. Sie unterstützte das Sozialprojekt Wir helfen Afrika zur Fußball-Weltmeisterschaft 2010 in Südafrika als Stadtpatin der Stadt Bad Waldsee.